# Brezovke
Brezovke (znanstveno ime Betulaceae) so družina listopadnih dreves iz rodu bukovcev, ki obsega šest rodov. V družini je okoli 130 različnih vrst, razširjene pa so večinoma po severni polobli, nekaj vrst pa sega tudi v južno, kjer so nekatere razširjene v Andih.
V preteklosti je bila družina razdeljena na dve družini, Betulaceae (Alnus, Betula) ter Corylaceae (ostale); danes so po filogenetskih raziskavah ti dve družini spremenili v poddružini znotraj družine brezovk. Danes se imenujeta Betuloideae ter Coryloideae. Brezovkam naj bi bila najbolj sorodna družina kazuarinovke (Casuarinaceae).

## Evolucijska zgodovina
Brezovke naj bi se razvile proti koncu krede (okoli 70 milijonov let nazaj) v osrednji Kitajski. Območje je imelo takrat sredozemsko podnebje zaradi bližine Tetijskega oceana, ki je do zgodnjega Terciarja pokrival večino današnjega Tibeta in Xinjianga. Teorijo podpira dejstvo, da je vseh šest rodov in kar 52 vrst brezovk samoniklih na tem področju, mnoge od njih so tam celo endemične. Znanstveniki domnevajo, da so se rodovi dokončno izoblikovali do konca oligocena (z izjemo rodu Ostryopsis) kar potrjujejo fosilni ostanki. 

## Uporabnost
Navadna leska (Corylus avellana) in rdeča velika leska (Corylus maxima) sta gospodarsko pomembni vrsti zaradi užitnih oreškov. 
Mnogo ostalih vrst iz družine ljudje sadijo kot okrasna drevesa v parkih in vrtovih. Med okrasnimi vrstami so zaradi lepe obarvanosti lubja izjemno priljubljene različne vrste brez. 
Les brezovk je po večini trd, težak in trpežen. V preteklosti so tovrsten les veliko uporabljali v kmetijstvu, gradbeništvu in za izdelavo različnih uporabnih predmetov.